# Gymnothorax shaoi
Gymnothorax shaoi is een straalvinnige vissensoort uit de familie van murenen (Muraenidae). De wetenschappelijke naam van de soort is voor het eerst geldig gepubliceerd in 2007 door Chen & Loh.